# TBSテレビ系列金曜夜7時枠のアニメ
TBSテレビ系列金曜夜7時枠のアニメ（ティービーエステレビけいれつきんようよるしちわくのアニメ）は、TBS系列局が編成していたテレビアニメ作品一覧である。
毎日放送ではNETテレビ系列時代に同時間枠でジャングル黒べえ、エースをねらえ!、ジムボタンを放送していた。

この時間帯の編成前および中断期間中に編成されていたテレビドラマ枠については、

## 放送作品一覧
| タイトル                        | 放送期間                       | 話数 | 製作会社                                    | 原作                                        | 備考                                                                        |
| ------------------------------- | ------------------------------ | ---- | ------------------------------------------- | ------------------------------------------- | --------------------------------------------------------------------------- |
| ばくはつ五郎                    | 1970年4月3日 - 1970年9月25日   | 26   | TCJ                                         | 辻なおき                                    | この作品からTBS製作。                                                       |
| キックの鬼                      | 1970年10月2日 - 1971年3月26日  | 26   | 東映動画                                    | 梶原一騎 中城けんたろう                     | この作品までTBS製作。                                                       |
| クムクム ↓ わんぱく大昔クムクム | 1975年10月3日 - 1976年3月26日  | 26   | ITCジャパン 創映社                          | 安彦良和                                    | この作品から毎日放送製作。                                                  |
| まんが偉人物語                  | 1977年11月18日 - 1978年9月29日 | 46   | グループ・タック ヘラルド・エンタープライズ |                                             |                                                                             |
| まんがこども文庫                | 1978年10月6日 - 1979年9月28日  | 51   | グループ・タック ヘラルド・エンタープライズ |                                             |                                                                             |
| 愛の学校クオレ物語              | 1981年4月3日 - 1981年9月25日   | 26   | 日本アニメーション                          | エドモンド・デ・アミーチス                  |                                                                             |
| ワンワン三銃士                  | 1981年10月9日 - 1982年3月26日  | 24   | 日本アニメーション                          | アレクサンドル・デュマ・ペール              |                                                                             |
| じゃりン子チエ                  | 1982年4月 - 1983年3月25日      | 40   | 東京ムービー新社                            | はるき悦巳                                  | ローカルセールス枠（TBSでは土曜17:00枠）から移動                            |
| 銀河漂流バイファム              | 1983年10月21日 - 1984年3月30日 | 23   | 日本サンライズ                              | 矢立肇 富野由悠季（原案） 神田武幸 星山博之 | ローカルセールス（TBSでは金曜17:00枠）へ移動。                              |
| 三丁目の夕日                    | 1990年10月12日 - 1991年3月22日 | 27   | 東宝 グループ・タック                       | 西岸良平                                    | この作品から19:00 - 19:28の放送。ここまで毎日放送製作。関西ローカルに降格。 |
| みかん絵日記                    | 1992年10月16日 - 1993年6月18日 | 31   | 日本アニメーション                          | 安孫子三和                                  | この作品のみ中部日本放送製作。                                              |

| TBS系列 金曜19時台前半枠                                                       | TBS系列 金曜19時台前半枠                                            | TBS系列 金曜19時台前半枠                                         |
| 前番組                                                                         | 番組名                                                              | 次番組                                                           |
| ------------------------------------------------------------------------------ | ------------------------------------------------------------------- | ---------------------------------------------------------------- |
| ヒット中継車No.1 （1969年6月27日 - 1970年3月27日）                             | TBSテレビ系列金曜夜7時枠のアニメ （1970年4月3日 - 1971年3月26日）   | 帰ってきたウルトラマン （1971年4月2日 - 1972年3月31日）          |
| ちびっこアベック歌合戦 （1975年4月4日 - 9月26日）                              | TBSテレビ金曜夜7時枠のアニメ （1975年10月3日 - 1976年3月26日）      | 宇宙鉄人キョーダイン （1976年4月2日 - 1977年3月11日）            |
| 大鉄人17 （1977年3月18日 - 11月11日）                                          | TBSテレビ系列金曜夜7時枠のアニメ （1977年11月18日 - 1979年9月28日） | 仮面ライダー (スカイライダー) （1979年10月5日 - 1980年10月10日） |
| 仮面ライダースーパー1 （1980年10月17日 - 1981年3月27日） 【土曜17:00枠へ移動】 | TBSテレビ系列金曜夜7時枠のアニメ （1981年4月3日 - 1983年3月25日）   | 三枝のドバーッとファイト!! （1983年4月22日 - 9月30日）           |
| 三枝のドバーッとファイト!! （1983年4月22日 - 9月30日）                         | TBSテレビ系列金曜夜7時枠のアニメ （1983年10月21日 - 1984年3月30日） | 全国縦断!クイズあのねのね （1984年4月20日 - 9月28日）            |
| アッコのかるーく見てみたい （1989年10月13日 - 1990年9月14日）                  | TBSテレビ系列金曜夜7時枠のアニメ （1990年10月12日 - 1991年3月22日） | 石坂・森口のくっきん夫婦 （1991年4月19日 - 1992年3月27日）       |
| クイズ!おみごと日本 （1992年4月10日 - 9月18日）                                | TBSテレビ系列金曜夜7時枠のアニメ （1992年10月16日 - 1993年6月18日） | 食べて極楽! （1993年7月2日 - 1994年3月18日）                     |

| スタブアイコン | サブスタブ | この項目は、まだ閲覧者の調べものの参照としては役立たない、アニメに関連した書きかけの項目です。この項目を加筆・訂正などしてくださる協力者を求めています（P:アニメ/PJ:アニメ）。 |